# 小泉博

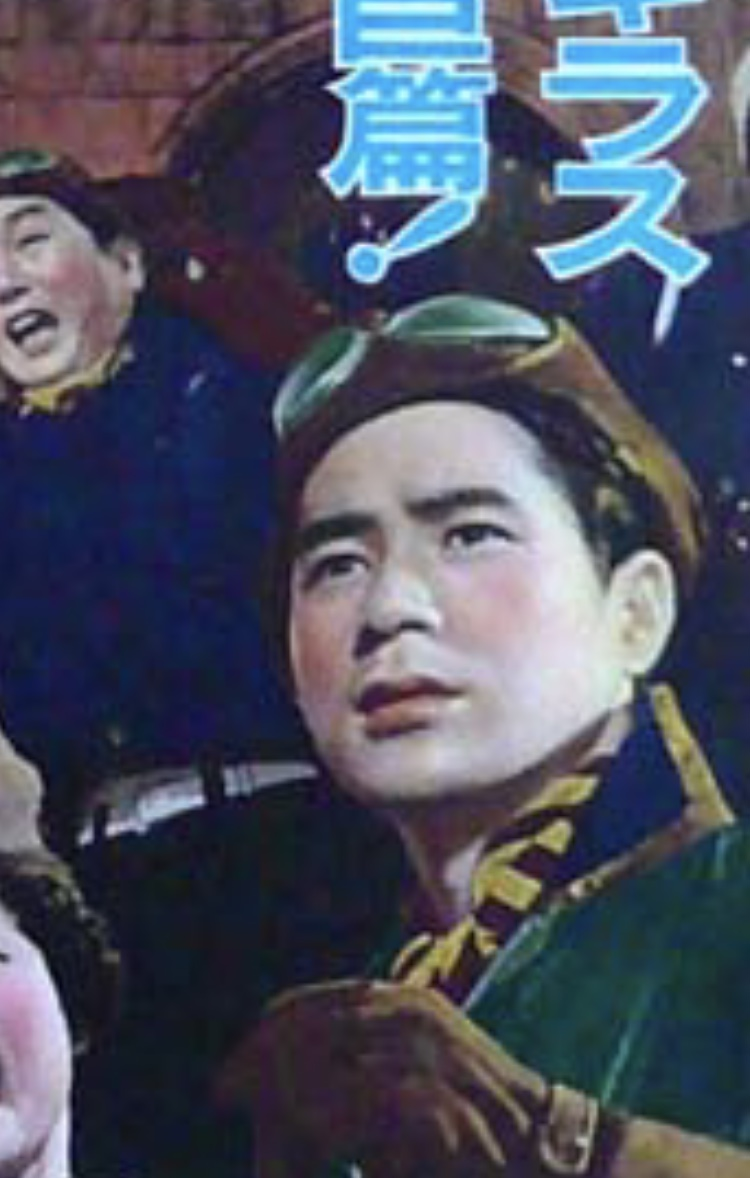
『ゴジラの逆襲』(1955年)

小泉 博（、1926年〈大正15年〉8月12日 - 2015年〈平成27年〉5月31日）は、日本の俳優、司会者。本名は小泉 汪（読み同じ）。神奈川県鎌倉市出身。身長173センチメートル、体重72キログラム、血液型はA型。趣味はゴルフ。

## 来歴
政治家の小泉策太郎の八男として生まれる。兄に日本画家の小泉淳作がいる。
11歳で父と死別し、慶應義塾高等学校を経て1943年、慶應義塾大学経済学部に入学。昭和23年（1948年）に卒業、NHK第20期アナウンサーとして入局。この進路選択については、「日本を農業と軽工業の国に変革させる、という当時のアメリカGHQの発表に対する不安感があった」とコメントしている。
NHK入局後、昭和25年（1950年）ごろに大分放送局に配属される。同年9月、休暇で上京した際にNHK内で放送劇をやっていたこともあり、興味本位の軽い気持ちで1951年公開の藤本眞澄が代表を務める藤本プロの『えり子とともに』のフレッシュマン募集に応募し、3人の合格者の一人に選ばれる。これを受けNHKを退職し、同映画に出演する。その後、東宝に復帰した藤本から誘われて、東宝ニューフェイス第3期生に応募し、合格。同期には山本廉、岡田茉莉子がいた。1951年6月、東宝に入社して、翌1952年1月、『青春会議』で主演スターとして売り出される。
都会的な明るい持ち味の二枚目ぶりが人気を呼び、特に1956年から1960年にかけての江利チエミ主演の『サザエさん』シリーズでのマスオ役が当たり役となった。
初期の東宝特撮映画では、誠実な科学者役として欠かせない存在だった。しかし、小泉自身は怪獣映画を特別に意識することはなく、演技は他の作品と同じであったと述べている。
1961年以降は次第にテレビへと活躍の場を移し、1970年には『クイズ・グランプリ』の司会を務め、アナウンサー経験者とあって、巧みな話術を生かした名司会ぶりで人気を博す。
レストラン「チェック」を経営し、1990年代後半からはフランキー堺の後押しなどもあって日本俳優連合での取りまとめ役に従事、『徹子の部屋』では「そっちが忙しすぎて、俳優の仕事があまりできないんですよ」とコメントしていた。
2003年の『ゴジラ×モスラ×メカゴジラ 東京SOS』で俳優業に復帰。『モスラ』（1961年）と同じ中條役としての登場で、久々のゴジラ映画出演となった。同時期にも、テレビ『超星神グランセイザー』に中条という名の役で出演した。
2015年5月31日午前2時20分、間質性肺炎のため死去した。88歳没。

## 人物・エピソード
映画は戦前から好んでいたが、戦後なだれ込んできたアメリカ映画に魅せられ、学生時代は暇さえあれば映画を観ていたと述懐している。
小泉はマスオ役を演じたサザエさんシリーズと、生活に疲れた刑事を演じた『三十六人の乗客』を自身の代表作に挙げている。逆に小泉が苦手としたのがプレイボーイの役柄で、『結婚の夜』では監督と議論を重ねて役に臨んだものの満足のいく演技が出せなかったという。
小泉は、印象に残っている監督として『青春会議』や『三十六人の乗客』などを監督した杉江敏男を挙げている。
戦時中は飛行機乗りへの憧れが強く、『ゴジラの逆襲』で飛行士役を演じた際は夢が叶った思いだったという。
『モスラ』『モスラ対ゴジラ』『三大怪獣 地球最大の決戦』とモスラが登場する3作品に科学者役で出演したことから、「モスラ博士」とも称される。
1963年に出演した『マタンゴ』はグループ芝居的な要素が盛り込まれたこともあって、小泉を含めた出演者全員が気合を入れて臨めた作品だったという。また作中で役者が食べるための「しんこ菓子」製キノコを製作した風月堂に後年、小泉の姪が嫁いでいる。
『ゴジラ×モスラ×メカゴジラ 東京SOS』で共演した金子昇は、小泉からいるだけで場が落ち着くオーラを感じたといい、演技について難しいことは語らず「芝居は呼吸だ」と述べていたことが印象に残っていると述懐している。

## 出演

### 映画
- えり子とともに（1951年） - デビュー作
- 生きる（1952年） - ジャズバーの客（ノンクレジット）
- 東京の恋人（1952年）- 正太郎
- 港へ来た男（1952年）- 西沢信吾
- ラッキーさん （1952年）  -  近藤勇三
- 金の卵（1952年） - 瀬川勉
- 結婚案内 （1952年） - 田邊博
- 青春会議（1952年） - 東宝入社後の第一作目
- 一等社員 三等重役兄弟篇（1953年） - 中泉清
- 吹けよ春風 （1953年）  - 若い男
- 抱擁 （1953年）  - 吉川（三平)
- 花の中の娘たち（1953年） - 初のカラー映画出演
- 次郎長三国志シリーズ・三部 - 九部（1953年 - 1954年） - 追分三五郎
- プーサン（1953年）- 泡田
- 愛情について （1953年）- 村瀬彰
- 都会の横顔  （1953年）- 宮川
- 白魚 （1953年）-  澄田
- 幸福さん （1953年）-  次郎君
- サラリーマンの歌（1953年）-  本田教員
- ママの日記（1954年）- 平太郎
- 御ひいき六花撰 素ッ飛び男（1954年）-  片岡直次郎
- 晩菊（1954年）- 小池清
- 恋愛超特急（1954年）-  小池
- 母の初恋（1954年）- 若杉
- 女性に関する十二章（1954年）- 呉小平太
- 明日の幸福（1955年）- 松崎寿雄
- めくら狼（1955年）- 人形佐七
- 月に飛ぶ雁（1955年）- 雨宮
- ゴジラシリーズ
  - ゴジラの逆襲（1955年） - 月岡正一[19][8]
  - モスラ対ゴジラ（1964年） - 三浦博士[19][8]
  - 三大怪獣 地球最大の決戦（1964年） - 村井助教授[19][8]
  - ゴジラ対メカゴジラ（1974年） - 和倉博士[19][8]
  - ゴジラ（1984年） - 南[20][8]
  - ゴジラ×モスラ×メカゴジラ 東京SOS（2003年） - 中條信一[21][8][注釈 1]
- りゃんこの弥太郎（1955年）- 潮来の彌太郎
- 恋化粧（1955年）- 石島
- おえんさん（1955年）[22]- 息子広志
- くちづけ（1955年）- 上村英吉
- 姿なき目撃者（1955年）- 舟木刑事
- 忘れじの人（1955年）- 島村
- 青い果実（1955年）[22]- 田村次郎
- オテナの塔 前篇（1955年）- 六角右京亮
- 歌え！青春 はりきり娘（1955年）-  運転手江口
- 花嫁会議（1956年）- 横山
- チエミの初恋チャッチャ娘（1956年）- 小山雄一
- 暗黒街（1956年）- 鈴木敬一
- 見事な娘（1956年）- 雪村志郎
- 女房族は訴える（1956年）- 小宮順二
- 婚約三羽烏（1956年）[22]- 谷山
- 大暴れチャッチャ娘（1956年）- 早杉質平
- 囚人船（1956年）- 蒔富泰助（通信長）
- へそくり社員とワンマン社長- 若月源太
  - へそくり社員とワンマン社長 へそくり社員敢闘す（1956年）
  - へそくり社員とワンマン社長 ワンマン社長純情す（1956年）
- サザエさん（1956年） - フグ田マスオ
  - 続・サザエさん（1957年）
  - サザエさんの青春（1958年）
  - サザエさんの婚約旅行（1958年）
  - サザエさんの結婚（1959年）
  - サザエさんの新婚家庭（1959年）
  - サザエさんの脱線奥様（1959年）
  - サザエさんの赤ちゃん誕生（1960年）
  - サザエさんとエプロンおばさん（1960年）
  - 福の神 サザエさん一家（1961年）
- 忘却の花びら（1957年）- 藤崎克巳
  - 忘却の花びら (完結篇)（1957年）- 藤崎克巳
- 山と川のある町（1957年）- 菅原正吾
- この二人に幸あれ（1957年）- 若尾久夫
- 三十六人の乗客（1957年）- 渡辺一郎
- 憎いもの（1957年）- 倉田先生
- 別れの茶摘み歌 お姉さんと呼んだ人（1957年）- 上野正夫
- 花嫁は待っている（1957年）- ジョージ木村
- 青春航路（1957年）- 清水洋一（ノンプロ野球選手）
- 愛情の都（1958年）- 山根恭一
- ジャズ娘に栄光あれ（1958年）- 秋田正夫
- 花嫁三重奏（1958年）- 岡本（会社員）
- 東京の休日（1958年）- 泉二郎
- 太鼓たゝいて笛吹いて（1958年）- 団之丞
- ロマンス祭（1958年）- 黒田興業社長
- 野獣死すべし（1959年）- 真杉刑事
- 結婚の夜（1959年）- 水島敦夫
- 銀座のお姐ちゃん（1959年）- 伊達邦太郎
- 槍一筋日本晴れ（1959年）- 新助
- 銀座退屈娘（1960年）- 小柴隆
- ハワイ・ミッドウェイ大海空戦 太平洋の嵐（1960年）- 深瀬大尉[19]
- 娘・妻・母（1960年）- 谷英隆（薫の夫）
- がんばれ! 盤嶽 (1960年) - 三輪嘉五郎
- 筑豊のこどもたち（1960年）- 小林順二
- 銀座の恋人たち（1961年）- 中尾恭介
- 香港の夜（1961年）- 泉支社長
- モスラ（1961年） - 中條信一[出典 11][注釈 2]
- 二人の息子（1961年）- 阿部部長
- サラリーマン 権三と助十（1962年）- 原田専務
- 早乙女家の娘たち（1962年）- 吉村辰郎
- 忠臣蔵 花の巻・雪の巻（1962年）
- 高校生と女教師　非情の青春 (1962年)
- 香港の星（1962年）- 春山香港支社長
- 妻という名の女たち（1963年）
- マタンゴ（1963年） - 作田直之[19]
- 海底軍艦（1963年） - 伊藤刑事[19]
- こんにちは赤ちゃん（1964年）- 三上利夫
- 宇宙大怪獣ドゴラ（1964年） - 桐野[19]
- ここから始まる（1965年）- 岡林修二
- 香港の白い薔薇（1965年8月25日、東宝） - 竹田麻薬課長
- バンコックの夜（1966年）- 北島
- 沈丁花（1966年、東宝)- 前川
- 東宝8.15シリーズ
  - 日本のいちばん長い日（1967年） - 和田信賢
  - 日本海大海戦（1969年）- 栗野公使[19]
- 春らんまん（1968年）- 圭太
- フレッシュマン若大将（1969年）
- 卒業旅行（1973年）- 斉藤和彦
- ノストラダムスの大予言（1974年） - 動物学者[19]
- 続・人間革命（1976年）
- 暴力戦士（1979年）- ウイスパー
- 人間の翼 最後のキャッチボール（1996年）
- ゼロの焦点（2009年） - 仲人

### テレビドラマ
- 追跡（1955年、NHK）
- 愛の廃墟（1956年、NHK）
- 四月の恋（1959年、KR）
- 星は盗めない（1959年、KR）
- 愛と死（1959年、NET）
- 妻は知っていた（1959年、NTV）
- すばらしい人（1960年、NTV）
- それは毒だ（1961年、TBS）
- 男嫌い（1961年、NTV）
- 咲子さんちょっと（1961年 - 1963年、TBS）
- 歪んだ海（1961年、NTV）
- 人 第3話「死亡ゼロ」（1962年、KTV）
- おばあさん（1962年、ABC）
- ねえさんと私（1962年 - 1963年、NTV）
- 松本清張シリーズ・黒の組曲 第31話「典雅な姉弟」（1962年、NHK）
- おかあさん2 第167話「遅咲き息子」（1963年、TBS）
- 嫁ぐ日まで 第1話「娘ごころ」（1963年、フジテレビ）
- 二ツの昇天（1963年、ABC）
- 夫婦百景 （NTV）
  - 第266話「一泊旅行」（1963年）
  - 第302話「とかく夫婦は」（1964年）
  - 第357話「ママあわてないで」（1966年）
- 人生のお荷物（1963年、NET）
- 春遠からじ（1964年、TBS）
- 大阪のお婆ちゃん（1964年、YTV）
- 続・咲子さんちょっと（1964年 - 1965年、TBS）
- 続・大阪のお婆ちゃん（1964年、YTV）
- サラリーマン義経くん奮戦記（1964年、TBS）
- 七年目半の浮気（1964年、NTV）
- 天下を取る（1964年 - 1965年、NTV）
- 続々・大阪のお婆ちゃん（1964年、YTV）
- 掌の虹（1965年、MBS）
- 舞いこんだ十九才（1965年、NTV）
- 宇宙人ピピ（1965年 - 1966年、NHK）
- 人形佐七捕物帳（1965年 - 1966年、NHK）
- 奥様はトップレディ（1965年、NTV）
- まごころ（1965年、KTV）
- 奥さまは軽井沢がお好き（1965年、NTV）
- なんでも百年（1965年、NET）
- 奥様！パリが呼んでます（1965年、NTV）
- こころ妻（1966年、フジテレビ「ライオン奥様劇場」）
- オーイわーいチチチ（1966年、NTV）
- ウルトラQ 第27話「206便消滅す」（1966年、TBS） - 羽田空港管制塔・金子主任
- 離婚しましょうあなた！（1966年、NTV）
- ああ！夫婦2 第17話「障子と襖」（1966年、TBS）
- 新婚さん（TBS）
  - 第5話「お荷物旅行」（1966年）
  - 第14話「許してねお母さん」（1967年）
- 長い夜の終り（1968年、TBS）
- 女の絶唱（1968年 - 1969年、TBS「花王 愛の劇場」）
- 新・女の絶唱（1970年、TBS「花王 愛の劇場」）
- 夫よ男よ強くなれ 第15話「お願い男になって！」（1970年、NET）
- 赤ちゃん誕生（1970年、NHK）
- はまぐり大将（1970年、NTV）
- 金メダルへのターン!（1970年7月6日 - 1971年9月27日、フジテレビ） - 速水四郎
- レインボーマン（1973年 - 1974年、NET） - ヤマト一郎
- 太陽にほえろ! 第81話「おやじバンザイ」（1974年、日本テレビ）
- 鬼平犯科帳（1975年、NET） - 佐嶋忠介
- 嫁だいこん（1976年、CX）
- やけぼっくい（1978年、NHK）
- マー姉ちゃん（1979年、NHK「連続テレビ小説」） - 岩村透一郎
- 愛のデッサン（1981年、RKB）
- 峠の群像（1982年、NHK「大河ドラマ」） - 脇坂兵部
- 松本清張の西海道談綺（1983年、フジテレビ「時代劇スペシャル」） - 高林伝七郎
- 大奥 第46話「女盗賊の冒険」（1984年、関西テレビ） - 堀田正睦
- 高層の死角（1983年、テレビ朝日）
- 大都会の死角（1983年、NTV）
- 西海道談綺（1983年、TNC）
- おくのほそ道花の道（1984年、テレビ朝日）
- 京都・大原殺人事件（1985年、テレビ朝日「土曜ワイド劇場」）
- ウエディングドレス（1986年、日本テレビ「火曜サスペンス劇場」）
- 娘と私のアホ旅行（1989年4月15日、TBS「土曜ドラマスペシャル」）
- 三本足の名盲導犬サーブ・愛の物語（1989年、ANB）
- 花友禅（1991年、YTV）
- 黒い履歴書（1993年、TBS）
- 憲法はまだか（1996年、NHK「土曜ドラマ」）
- 法医 歯科学の女1（1997年1月25日、テレビ朝日「土曜ワイド劇場」） - 村松教授
  - 法医 歯科学の女2（1997年）
  - 法医 歯科学の女3（1999年）
- 殺人美容室（1998年、フジテレビ）
- 早乙女千春の添乗報告書 第8作「日光・鬼怒川湯けむりツアー殺人事件」（1999年、TBS「月曜ドラマスペシャル」）
- 超星神グランセイザー（2003年 - 2004年、テレビ東京） - 中条
- 浅見光彦シリーズ  しまなみ幻想 －愛媛・今治殺人事件－ (2004年3月19日、フジテレビ)
- 小公女セイラ（2009年、TBS） - 執事・柏原
- グーグーだって猫である（2014年、WOWOW）

### その他のテレビ番組
- なんでも百年史（1965年 - 1966年、毎日放送）
- おはよう・にっぽん（1966年 - 1968年、TBS）
- クイズグランプリ（1970年 - 1980年、フジテレビ） - 司会

### ラジオ
- 私とあなたの三つの歌（1957年、文化放送）[25]